# Rivière Maganasipi Est
La rivière Maganasipi Est est un tributaire de la rive gauche de la rivière Maganasipi, laquelle se déverse sur la rive est de la rivière des Outaouais. La rivière Maganasipi Est traverse le territoire non organisé Les Lacs-du-Témiscamingue, dans la municipalité régionale de comté (MRC) de Témiscamingue, dans la région administrative de Abitibi-Témiscamingue, au Québec (Canada).

## Géographie

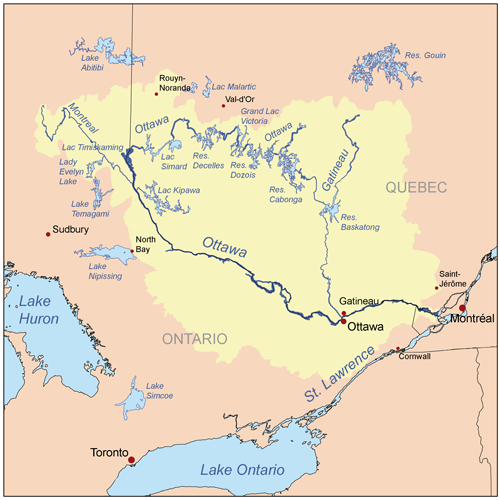
Bassin hydrographique de la rivière des Outaouais.

La rivière Maganasipi Est est située au nord de la communauté de Deux-Rivières, Ontario, à l’ouest de la municipalité de Rapides-des-Joachims et au sud-est de la Ville de Témiscaming et de la communauté algonquine de Kebaowek.
Les bassins versants voisins de la rivière Maganasipi Est sont :
- côté nord : Lac Hamilton, lac Line ;
- côté est : ruisseau Klock, rivière Fildegrand ;
- côté sud : rivière des Outaouais ;
- côté ouest : Maganasipi.

La rivière Maganasipi Est coule généralement en zone forestière vers le sud-ouest dans le territoire de la zec Maganasipi. Le lac Line (longueur : 3,2 km ; altitude : 347 m) constitue le lac de tête de la rivière Maganasipi Est. Ce lac est situé à 0,3 km au sud du lac Hamilton (altitude : 329 m), à 1,5 km à l'est du lac Restigo (bassin versant de la rivière Beauchêne) et 11,3 km au nord du lac Montégron (altitude : 351 m ; bassin versant de la rivière Fildegrand). La partie supérieure de la rivière Maganasipi Est s'avère coincé entre la partie supérieure des bassins versants de la rivière Beauchêne (côté nord-ouest) et de la rivière Fildegrand (côté sud-est).
Cours supérieur de la rivière (segment de 21,7 km)
À partir du lac Line, la rivière Maganasipi Est coule sur 10,6 km vers le sud-ouest en traversant notamment le lac Lépine (longueur : 1,9 km ; altitude : 343 m) sur sa pleine longueur, ainsi que trois autres petits lacs sans nom, jusqu'à la rive nord du lac Dosta (altitude : 327 m) que le courant traverse sur 1,0 km vers le sud-ouest. Puis la rivière se dirige sur 4,9 km vers l'ouest, en formant plusieurs serpentins jusqu'au lac Émer (altitude : 298 m) que le courant traverse sur 1,0 km vers l'ouest ; sur 0,6 km vers le sud-ouest recueillant la décharge (venant du nord) du lac Cheroy (altitude : 290 m), jusqu'à la rive nord du lac Maleray (altitude : 290 m) que le courant traverse sur 3,6 km vers le sud-est.
Cours inférieur de la rivière (segment de 6,2 km)
À partir de l'embouchure du lac Maleray (situé au sud du lac), la rivière Maganasipi Est continue sur 0,3 km vers le sud jusqu'à la rive nord du lac Morin (longueur : 1,9 km ; altitude : 290 m) que le courant traverse sur sa plein longueur. Ce lac est formé par l'élargissement de la rivière ; il forme un coude et en reçoit les eaux du ruisseau Klock (venant du sud-est).
À partir du lac Morin, la rivière s'oriente sur 2,1 km vers le sud-ouest pour aller se déverser sur la rive nord du lac Lucie (altitude : 290 m) que le courant traverse sur 1,1 km vers le sud-ouest. Puis la rivière coule sur 0,8 km vers l'ouest pour aller se déverser sur la rive est du lac du Dépôt (altitude : 276 m) lequel constitue l'affluence de la Maganasipi (venant du nord) et la rivière Maganasipi Est (venant de l'est).

## Toponymie
Le terme Maganasipi est utilisé pour désigner plusieurs toponymes de ce secteur : rivière Maganasipi (et ses deux principaux tributaires), le lac, la ZEC (zone d'exploitation contrôlée) et la réserve de biodiversité projetée de la Vallée-de-la-Rivière-Maganasipi.
D'origine amérindienne de la nation algonquine, le terme Maganasipi signifie rivière étroite ou rivière aux loups. Le toponyme rivière Maganasipi paraît dans le Dictionnaire des Rivières et des Lacs de la province de Québec, datant de 1925.
Le toponyme rivière Maganasipi Est a été officialisé le 5 décembre 1968 à la Commission de toponymie du Québec.